# Campeonato Piauiense Segunda Divisão 2019
In 2019 werd het vijftiende Campeonato Piauiense Segunda Divisão gespeeld voor voetbalclubs uit de Braziliaanse staat Piauí. De competitie werd georganiseerd door de FFP en werd gespeeld van 7 september tot 21 oktober. Picos werd kampioen. 
Timon is afkomstig uit de aangrenzende staat Maranhão, maar koos ervoor om in deze competitie te spelen. 

## Eerste fase
| Plaats | Club       | Wed. | W | G | V | Saldo | Ptn. |
| ------ | ---------- | ---- | - | - | - | ----- | ---- |
| 1.     | Timon      | 4    | 2 | 1 | 1 | 6:7   | 7    |
| 2.     | Picos      | 4    | 1 | 3 | 0 | 6:3   | 6    |
| 3.     | Oeirense   | 4    | 1 | 3 | 0 | 7:5   | 6    |
| 4.     | Cori-Sabbá | 4    | 0 | 3 | 1 | 5:6   | 3    |
| 5.     | Comercial  | 4    | 0 | 2 | 2 | 5:8   | 2    |

|  | Geplaatst voor tweede fase |

## Tweede fase
|  | halve finale | halve finale | halve finale | halve finale |  |       | finale | finale | finale | finale |
|  |              |              |              |              |  |       |        |        |        |        |
|  |              |              |              |              |  |       |        |        |        |        |
|  | Cori-Sabbá   | 2            | 2            | 4            |  |       |        |        |        |        |
|  | Timon        | 2            | 3            | 5            |  |       |        |        |        |        |
|  |              |              |              |              |  | Timon | 1      | 1      | 2      |        |
|  |              |              |              |              |  | Picos | 2      | 1      | 3      |        |
|  | Oeirense     | 1            | 1            | 2            |  |       |        |        |        |        |
|  | Picos        | 0            | 3            | 3            |  |       |        |        |        |        |

### Kampioen
| Campeonato Piauiense de 2019 - Segunda Divisão |
| Piaui                                          |
| ---------------------------------------------- |
| PICOS Kampioen (2° titel)                      |